# La braise
La braise (español: La brasa) es una película marroquí de 1982 dirigida por Farida Bourquia en su debut como directora. Fue uno de los dos únicos largometrajes realizados en marroquí por mujeres directoras en la década de 1980, y se considera uno de los primeros largometrajes marroquíes dirigidos por una mujer.

## Sinopsis
En un pueblo de montaña, un padre es acusado de haber violado y matado a una joven del lugar. Los aldeanos lo linchan y su mujer muere trágicamente. Dejan atrás a tres hijos perseguidos - Ali, Maryem y Brahim - que intentan descubrir al autor del crimen del que su padre había sido acusado injustamente.